# بيتر لودفيغ كونن
بيتر لودفيغ كونن (بالألمانية: Peter Ludwig Kühnen)‏ هو رسام وفنان ألماني، ولد في 14 فبراير 1812 في آخن في ألمانيا، وتوفي في 22 نوفمبر 1877 في شيربيك في بلجيكا.